# Фроде Кіркеб'єрг
Фроде Кіркеб'єрг (дан. Frode Kirkebjerg, 10 травня 1888 — 12 січня 1975) — данський вершник.
Срібний призер Олімпійських Ігор 1924 року в індивідуальному триборстві.